# Huvudstadsprovinsen, Jordanien
För andra betydelser, se Huvudstadsprovinsen.
Huvudstadsprovinsen (مُحَافَظَة اَلْعَاصِمَة, Muhafazat al-Asima), även kallad Amman eller al-Asima ("Huvudstaden"), är en av Jordaniens tolv provinser (muhafazah). Den ligger i den centrala delen av landet och inkluderar landets huvudstad Amman, som också är provinsens administrativa huvudort. Huvudstadsprovinsen gränsar mot provinserna Balqa, Madaba, al-Karak och Maan samt mot Saudiarabien.
Huvudstadsprovinsen hade 4 007 526 invånare vid folkräkningen i november 2015 och en yta på 7 579 km². I provinsen ligger de historiska ökenslotten Qasr al-Kharana, Qasr al-Mushatta, Qasr al-Muwaqqar, Qasr al-Qastal och Qasr at-Tuba.

## Administrativ indelning
Provinsen är indelad i nio distrikt (liwa):
- Qasabat Amman
- al-Jamia
- al-Jiza
- Marka
- al-Muwaqqar
- Naur
- al-Quwaysima
- Sahab
- Wadi as-Sir